# Die Mitte Kanton Zürich
Die Die Mitte Kanton Zürich ist eine politische Partei im Kanton Zürich. Sie ist eine Kantonalpartei der nationalen Partei Die Mitte und entstand am 27. März 2021 aus der Fusion der kantonalen CVP und BDP. Co-Präsidenten sind Tina Deplazes und Michelle Halbheer, im Nationalrat ist die Partei mit Philipp Kutter, Nicole Barandun und Yvonne Bürgin vertreten.

## Geschichte

### Gründungsphase

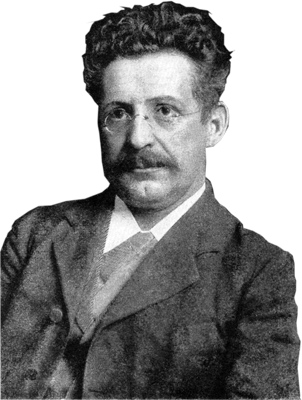
Gründer der CSP und erster Nationalrat: Georg Baumberger

Rechtsanwalt Caspar Melliger und Gesinnungskollegen gründeten am 18. Oktober 1896 im reformierten Zürich die Katholische Volkspartei, welche bereits am 25. Oktober desselben Jahres an den Nationalratswahlen teilnahm und mit Kandidat Ernst Feigenwinter im Wahlkreis I, Zürich, 773 Stimmen erhielt. Am 26. Januar 1902 wurde Ernst Tschudy mit rund 6000 Stimmen Mitglied der Bezirksschulpflege Zürich. Die Wirkung und Erfolge der Partei blieben aber sonst bescheiden.
Im Anschluss an den 19. Zürcher Katholikentag im Tonhallesaal wurde am 15. Oktober 1905 durch NZN-Redaktor Georg Baumberger die Christlichsoziale Partei (CSP) gegründet. Die Katholische Volkspartei schlossen sich bei der Gründung der CSP an. Am 1. April 1906 wurden die Statuten sowie das Parteiprogramm genehmigt und ein fünfzehnköpfiges Kantonalkomitee aufgestellt. In der Folge konstituierten sich neue Sektionen im Kanton Zürich: 1906 in Winterthur, 1907 in Zürich sowie Oerlikon, 1908 in Altstetten, 1910 in Dietikon, 1912 in Rüti-Dürnten und 1917 in Hinwil, Horgen und Uster.

### Erste Erfolge
Am 13. April 1913 fanden die ersten Proporzwahlen in den Grossen Stadtrat, den heutigen Zürcher Gemeinderat, statt. Die Partei eroberte acht von 125 Mandaten. 1916 wurde Roman Käppeli durch den Regierungsrat zum ausserordentlichen Bezirksanwalt der Stadt Zürich ernannt, womit er die erste Vertretung der CSP in einer Gerichtsbehörde war. Bei den Proporzwahlen in den Kantonsrat am 8. Juli 1917 gewann die CSP acht von 223 Mandaten mit 6537 Stimmen (6,4 %); fünf aus der Stadt Zürich und je eines aus Rüti, Wädenswil und Winterthur. Bei den Wahlen in den Nationalrat am 26. Oktober 1919 eroberte die CSP mit Parteigründer Georg Baumberger einen von 25 Sitzen mit 5876 Stimmen (5,1 %). Mit 7,1 Prozent der Wähler gewann am 3. Juli 1921 die CSP 4 Mandate von 60 Ratsmitglieder des Grossen Gemeinderats von Winterthur. Zu Beginn des Jahres 1920 erschien in Winterthur erstmals das christlichsoziale Tagblatt Hochwacht. Am 16. Mai 1923 wurde Bernhard Widmer als erster christlichsozialer Präsident des Grossen Stadtrates von Zürich gewählt.
Am 23. März 1931 wurde Josef Baldesberger vom Kantonsrat als erster Christlichsozialer zum Oberrichter und am 3. April 1933 wurde mit Emil Buomberger der erste Katholik in den Stadtrat von Zürich gewählt. Conrad Bürgi wurde am 3. April des Landijahr (1939) erster christlichsozialer Präsident des Zürcher Kantonsrates.

### Höhepunkte
Erstmals am 29. Juni 1953 wurde mit Berthold Neidhart ein Christlichsozialer Präsident des Zürcher Obergerichts. Bei den Kantonsratswahlen 1959 erreichte die CSP mit 24 von 180 Mandaten ihren Höchststand im Sitzverhältnis. Im gleichen Jahr wurde Urs Bürgi nach drei Wahlgängen durch den Kantonsrat zum ersten christlichsozialen Erziehungsrat gewählt. Am 5. Dezember 1960 wurde mit Parteipräsidenten Emil Duft erstmals ein Zürcher Christlichsozialer Nationalratspräsident. Erster Regierungsrat der CSP wurde am 28. April 1963 mit 300 Stimmen Vorsprung auf Paul Meierhans Urs Bürgi.
Am 7. Juli 1963 stimmten 77'441 Personen gegen 47'887 Personen an der Urne Ja für das katholische Kirchengesetz, welches von der CSP ausgearbeitet worden war und die katholische Kirche im Kanton Zürich öffentlich-rechtlich anerkannte. Diese Abstimmung hatte Einfluss auf die Schweizer Parlamentswahlen 1963, bei welcher die CSP Zürich mit fünf von 35 Mandate (12,5 %) ihren Höchststand erreichte. 1967 wurden mit Erhard Schweri und 1970 mit Max Stoffel die ersten Zürcher CSP-Bundesrichter und 1969 mit Anton Heil der erste Versicherungsrichter gewählt. Am 1. Mai 1968 wurde Urs Bürgi Regierungsratpräsident und bekleidete erstmals als Christlichsozialer die höchste Magistratstelle im Kanton Zürich.

### Umbenennung
Am 13. Juni 1971 wurde die CSP in der Paulus-Akademie Zürich mit 150 zu 32 Stimmen in Christlichdemokratische Volkspartei wie auf Bundesebene umbenannt. Drei Jahre später stellte die Partei unter dem Namen 19 von 125 Mandate im Zürcher Gemeinderat.
Bei den Kantonsratswahlen in den siebziger Jahren und frühen achtziger Jahren pendelte sich der CVP-Wähleranteil zwischen 11 und 11,5 Prozent ein. Mit 23 Mandaten 1979 bei 11,3 % erreichte die CVP die gleiche Fraktionsstärke wie 1963. 1987 folgte der Einbruch auf 8,8 % (17 Mandate), 1991 auf 7,7 % (13 Mandate) und 1995 auf 6,4 % (11 Mandate), 1999 auf 6,7 % (13 Mandate), 2003 auf 6,4 % (12 Mandate), 2007 auf 7,3 % (13 Mandate) und 2011 auf 5,1 % (9 Mandate). Im Nationalrat hatte die CVP Kanton Zürich 1979 drei Mandate und ab 1987 nur noch zwei. 1995 waren es bei 4,9 % 2 von 34 Mandate, 1999 bei 5,1 % (2 Mandate), 2003 bei 5,4 % (2 Mandate), 2007 bei 7,6 % (3 Mandate) und 2011 bei 4,8 % (2 Mandate).
Trotz Abnahme der Wählerstimmen entstanden im Namen der CVP vermehrt Ortssektionen, so Dietlikon (1977), Bachenbülach (1980), Eglisau (1983) und im Dezember 1985 wurde mit der Ortspartei CVP Dielsdorf die 100. Sektionen gegründet. Der schubweise Rückgang des Wähleranteils hatte jedoch keine Auswirkungen auf die nach dem Majorzsystem gewählten Exekutivbehören. So stellte die CVP am 2. März 1986 mit Willy Küng und Wolfgang Nigg zwei Stadträte in Zürich, jedoch trat Willy Küng 1993 nicht mehr für die CVP an. Um 1990 war die CVP in 72 von 171 Gemeinden mit 126 Mandaten vertreten und bei der Ersatzwahl von Regierungsrat Peter Wiederkehr setzte sich Ernst Buschor 1993 im Wahlkampf gegen die Grüne Partei durch. Nach 10-jähriger Tätigkeit wurde erst wieder nach zwei Jahren 2005 CVP-Mitglied Hans Hollenstein in das Amt gewählt.

## Organisation
Die Partei ist nach ihren Statuten, gestützt auf Art. 60 ff. des ZGB ein Verein mit Sitz in Zürich und ist ein selbstständiges Glied der Mitte Schweiz. Die Mitte Kanton Zürich umfasst die Kantonalpartei, die Bezirksparteien sowie die Ortsparteien. Zusätzlich können Ortsparteien grosser Städte (Zürich und Winterthur) Sektionen auf Kreisebene besitzen. Die Partei hat rund 3500 Mitglieder.
Die Organe der Kantonalpartei sind die kantonale Delegiertenversammlung (DV), der Kantonalvorstand, das Präsidium, die Kontrollkommission und das kantonale Schiedsgericht. Die Delegiertenversammlung, welche beispielsweise die kantonalen und eidgenössischen Parolen fasst sowie die Präsidiumsmitglieder wählt, ist das oberste Organ der Partei. Der Kantonalvorstand ist das leitende Organ und das Präsidium unter Vorbehalt der Kompetenzen des Kantonalvorstandes das geschäftsführende Organ. Dieses setzt sich aus dem Co-Präsidium Tina Deplazes und Michelle Halbheer, dem Vizepräsidenten und Finanzchef Markus Hungerbühler und Vizepräsident Adrian Moser sowie Philipp Kutter, Yvonne Bürgin, Karin Weyermann, Vera Kupper Staub, Nadine Putscher, Mazena Kopp-Podlewski, Nicole Barandun, Silvia Steiner, Janine Vannaz und Daniel Weiss zusammen. Das Präsidium wird durch die Generalsekretärin Anna Newec unterstützt. Die Mitte Kanton Zürich ist im Kantonsrat mit 11 Mitgliedern vertreten und organisiert sich als eigene Sektion. Präsidiert wird die Fraktion von Mazena Kopp-Podlewski.
Der Kantonalpartei ist die Junge Mitte Kanton Zürich angegliedert. Diese Sektion der Jungen Mitte wird von einem achtköpfigen Vorstand geleitet, welcher durch Simon Nievergelt geführt wird. Zudem gibt es im Kanton Zürich eine Sektion der Die Mitte Frauen, welche 1963 gegründet wurde und durch Caroline Garcia geleitet wird. Weiter organisieren sich die Mitglieder der Mitte, welche das 60. Lebensjahr erreichten, in der Gruppierung Die Mitte 60+.

## Mandatsträger

### National
| Name                    | Amtsdauer |
| ----------------------- | --------- |
| Georg Baumberger        | 1919–1931 |
| Bernhard Widmer         | 1928–1947 |
| Ludwig Schneller        | 1931–1936 |
| Emil Buomberger         | 1936–1939 |
| Conrad Bürgi            | 1939–1943 |
| Walter Seiler           | 1943–1959 |
| Emil Duft               | 1947–1967 |
| Konrad Müller           | 1947–1951 |
| Karl Hackhofer          | 1951–1971 |
| Adelrich Schuler        | 1955–1975 |
| Anton Heil              | 1959–1969 |
| Paul Eisenring          | 1963–1991 |
| Kurt von Arx            | 1969–1972 |
| Helen Meyer             | 1972–1978 |
| Rolf Seiler             | 1975–1979 |
| Gion Condrau            | 1975–1979 |
| Josef Nigg              | 1975      |
| Josef Landolt           | 1978–1987 |
| Ernst Huggenberger      | 1979–1983 |
| Rolf Seiler             | 1983–1995 |
| Peter Baumberger        | 1991–1999 |
| Rosmarie Zapfl-Helbling | 1995–2006 |
| Kathy Riklin            | 1999–2019 |
| Urs Hany                | 2006–2011 |
| Barbara Schmid-Federer  | 2006–2018 |
| Philipp Kutter          | 2018–     |
| Nicole Barandun         | 2023–     |
| Yvonne Bürgin           | 2023–     |

| Name             | Amtsdauer |
| ---------------- | --------- |
| Erhard Schweri   | 1967–1988 |
| Max Stoffel      | 1970–1981 |
| Gerold Betschart | 1990–2006 |

### Kantonal
| Name             | Amtsdauer |
| ---------------- | --------- |
| Urs Bürgi        | 1963–1975 |
| Peter Wiederkehr | 1975–1993 |
| Ernst Buschor    | 1993–2003 |
| Hans Hollenstein | 2005–2011 |
| Silvia Steiner   | 2015–     |

| Name          | Amtsdauer |
| ------------- | --------- |
| Urs Bürgi     | 1959–1963 |
| Peter Sibler  | 1963–1983 |
| Beat Zwimpfer | 1983–?    |

| Name               | Amtsdauer |
| ------------------ | --------- |
| Josef Baldesberger | 1931–1956 |
| Berthold Neidbart  | 1937–1970 |
| Albert Wick        | 1951–1959 |
| Hermann Rüdy       | 1956–1975 |
| Erhard Schweri     | 1959–1967 |
| Josef Jurt         | 1965–1970 |
| Ernst Bösiger      | 1967–1986 |
| Heinz Bachtler     | 1970–1984 |
| Robert Thurnher    | 1971–1980 |
| Hugo Portmann      | 1975–1988 |
| Camille Schmid     | 1980–1995 |
| Edwin Hauser       | 1984–1998 |
| Josef Fräfel       | 1987–2001 |
| Viktor Lendi       | 1987–2003 |

| Name                 | Amtsdauer |
| -------------------- | --------- |
| Ludwig Schneller     | 1933–1936 |
| Josef Kaufmann       | 1936–1965 |
| Max Stoffel          | 1965–1970 |
| Guido von Castelberg | 1970–1997 |